# Голиков, Михаил Анатольевич
Михаил Анатольевич Голиков (21 ноября 1969) — советский и российский футболист, играл на позиции полузащитника и нападающего.

## Карьера
Профессиональную карьеру начинал в 1988 году московском клубе ФШМ, который в 1990 был переименован в «Звезду». В 1991 году перешёл в «Волгарь» Астрахань. После распада СССР «Волгарь» взял старт в сезоне второй лиги, который для Голикова стал успешным, он стал одним из лучших бомбардиров турнира, забив 24 мяча в 40 матчах. В 1993 году перешёл в «Асмарал», за который в высшей лиге дебютировал 7 марта 1993 года в выездном матче 1-го тура против владикавказского «Спартака», выйдя в стартовом составе, на 61-й минуте встречи покинул поле, будучи заменённым Валерем Шикуновым. В 1996 году перешёл в «Шинник», с которым добился права выступать в высшей лиге, однако отыграв там полсезона, перебрался в «Торпедо-ЗИЛ». С 2000 по 2001 годы играл в вологодском «Динамо». Завершил профессиональную карьеру в 2002 году в «Строителе» Уфа.